# 西水坡遺跡
西水坡遺跡（せいすいはいせき）は、中国の河南省濮陽市濮陽県八公橋鎮で発見された仰韶文化の遺跡。1987年5月に供水調節池の工事中に発見された。遺跡の面積は5万平方m。家屋や穴蔵、墓が発見された。発掘された墓は、仰韶文化のもののほかに、少数の龍山文化と東周のものを含んでいる。出土した文物は石器や骨器や陶器などがある。陶器は紅陶が多く、灰陶や黄陶は少ない。
遺跡から発見された龍虎のレリーフは、現代からおよそ6400年前のもので、これまでに中国で発掘された龍にまつわる文物のうちでは最古のもので、考古界からは「中華第一龍」と称されている。